# Scalptia crispatoides
Scalptia crispatoides is een slakkensoort uit de familie van de Cancellariidae. De wetenschappelijke naam van de soort is voor het eerst geldig gepubliceerd in 2008 door Verhecken.